# Bambalina consorta
Bambalina consorta är en fjärilsart som beskrevs av Robert Templeton 1847. Bambalina consorta ingår i släktet Bambalina och familjen säckspinnare. Inga underarter finns listade i Catalogue of Life.